# Clemar Bucci
Clemar Bucci, argentinski avtomobilistični dirkač, * 4. september 1920, Zenón Pereyra, Argentina, † 12. januar 2011.
Clemar Bucci je v svoji karieri je nastopil na štirih dirkah Svetovnega prvenstva Formule 1 v sezoni 1954 in eni v naslednji sezoni 1955, toda prav na vseh je odstopil.

## Popolni rezultati Formule 1
(legenda) (odebeljene dirke pomenijo najboljši štartni položaj, poševne pa najhitrejši krog, †-uvrščen kljub odstopu)
| Leto | Moštvo                    | Šasija          | Motor               | 1       | 2   | 3   | 4   | 5      | 6       | 7       | 8       | 9   | Prv | Toč |
| ---- | ------------------------- | --------------- | ------------------- | ------- | --- | --- | --- | ------ | ------- | ------- | ------- | --- | --- | --- |
| 1954 | Equipe Gordini            | Gordini Type 16 | Gordini Straight-6  | ARG     | 500 | BEL | FRA | VB Ret | NEM Ret | ŠVI Ret | ITA Ret | ŠPA | -   | 0   |
| 1955 | Officine Alfieri Maserati | Maserati 250F   | Maserati Straight-6 | ARG Ret | MON | 500 | BEL | NIZ    | VB      | ITA     |         |     | -   | 0   |